# 海王星のトロヤ群

冥王星族と海王星のL4ラグランジュ点のトロヤ群

海王星のトロヤ群(Neptune trojan)は、海王星とほぼ同じ軌道を同じ周期で公転する小惑星である。2024年11月時点、海王星のトロヤ群は31個が知られており、そのうち27個は、海王星を60°先行する太陽-海王星系のL4ラグランジュ点付近、4つは海王星から60°後方に位置するL5ラグランジュ点付近に存在する。海王星のトロヤ群は、木星のトロヤ群に習って「トロヤ群」という用語が用いられている。
大きな軌道傾斜角を持つ2005 TN53の発見は、トロヤ群の「厚い」雲の可能性を示す意味で重要であった（木星のトロヤ群の軌道傾斜角は最大40°である）。これは、衝突による形成ではなく、凍結による捕獲を示す。半径100km程度の大きな海王星のトロヤ群は、木星のトロヤ群と比べて何桁も多い可能性があると考えられた。
2010年、初めてのL5ラグランジュ点のトロヤ群である2008 LC18の発見が公表された。海王星のL5領域は、現在、恒星が非常に多く集まる銀河系の中心と視線方向が重なり、非常に観測しにくい位置にある。
ニュー・ホライズンズは冥王星への途上、海王星のL5にある2011 HM102の1.2au以内を通過した。この時にニュー・ホライズンズによる観測が検討されたものの、地球とのデータ通信量の制約により冥王星のフライバイへの準備を優先することとなったため、観測は行なわれなかった。

## 発見と探査
2001年、海王星のL4領域にトロヤ群2001 QR322が発見され
、太陽系で5番目の小天体が安定に存在する領域となった。2005年、高い軌道傾斜角を持つトロヤ群2005 TN53が発見され、海王星のトロヤ群は厚い雲を形成していることが示唆された。
2010年8月12日、最初のL5トロヤ群2008 LC18の発見が公表された。これは、銀河中心からの光が塵の雲で隠された時に観測されたものであり、大きなL5トロヤ群は、L4トロヤ群と同じくらい存在していることが示唆された。
ニュー・ホライズンズは、冥王星への途上、2014年に海王星のL5を横切る可能性があり、この時に観測ができるかもしれない。銀河中心が塵で隠される場所は、ニュー・ホライズンズの飛行経路と沿っており、探査機が撮影した天体を検出することが可能である。既知の最も軌道傾斜角の大きい2011 HM102は、ニュー・ホライズンズが2013年末に1.2天文単位まで近づいた時に観測できる程の明るさであると考えられている。しかし上述の通り、ニュー・ホライズンズによる観測は見送られた。

## ダイナミクスと起源

6つのL4トロヤ群の軌道を示すアニメーション

海王星のトロヤ群の軌道は非常に安定である。海王星が現在の位置まで移動した後のトロヤ群のうち、最大で50%のものは太陽系の年齢に渡って保持されていると考えられる。海王星のL5は、L4と同程度に安定にトロヤ群を保持することができる。海王星のトロヤ群は、1万年以内の周期で、ラグランジュ点から最大30°秤動しうる。海王星のトロヤ群から外れた天体は、ケンタウルス族と似た軌道に移る。海王星は現在は、安定なトロヤ群を捕獲することはできないが、34AU以内のケンタウルス族のうち2.8%は海王星と軌道を共有していると予想されている。このうち、54%は馬蹄形軌道、10%は準衛星であり、36%はトロヤ群だと考えられる。
軌道傾斜角の非常に大きなトロヤ群は、全体の起源と進化を理解する上で大きな鍵となる。軌道傾斜角の大きなトロヤ群の存在は、海王星のトロヤ群の起源は、その場での形成や衝突による形成ではなく、海王星の軌道が移動している最中の捕獲であることを示す。L5とL4に同程度の数のトロヤ群があるとの推定は、捕獲の際にガスによる抵抗がなく、L5とL4で同じような捕獲のメカニズムであったことを示す。惑星の移動の最中の海王星のトロヤ群の捕獲は、ニースモデルでの木星のトロヤ群のカオス的捕獲と同じ過程で行なわれた。捕獲された天体は既に、高い軌道傾斜角に存在出来るほどに励起されている。共鳴外縁天体は、惑星のマイグレーションの時に共鳴による軌道移動によって捕獲されたと考えられているが、この過程はにより海王星のトロヤ群が逃げ出した可能性がある。また、不規則な惑星のマイグレーションは、対応するトロヤ群を枯渇させる。当初のトロヤ群の中には、恐らく不安定な軌道を持つものが多数あったと推測され、ケンタウルス族の形成に寄与している。一方、安定な軌道のトロヤ群は、最初から存在する必要はない。

## 色
最初に発見された4つの海王星のトロヤ群は、同じ色であった。それらは、エッジワース・カイパーベルトの灰色の天体よりも若干赤いが、キュビワノ族ほど極端な赤色ではない。これは、ケンタウルス族、木星のトロヤ群、木星型惑星の不規則衛星、そして恐らく彗星とも似た特徴であり、これらの太陽系小天体は似た起源を持っている可能性がある。
海王星のトロヤ群は、分光学的な観測を行うには暗すぎ、観測される色は多くの表面組成と適合しうる。

## メンバー
これだけサンプル数が少なく、また高軌道傾斜角のトロヤ群が観測バイアスのために見えにくいにもかかわらず、いくつか発見されていることから、高軌道傾斜角のトロヤ群は低軌道傾斜角のものと比べてかなり多く存在することが示唆されている。前者と後者の比は、約4:1と推定されている。アルベドを0.05と仮定すると、L4には、半径40km以上の天体が200個から650個存在することが期待される。これは、アルベドの値によるものの、海王星のトロヤ群に含まれるサイズの大きい天体が、木星のトロヤ群よりも5倍から20倍も多いことを示唆する。一方、海王星トロヤ群にサイズの小さい天体は少なく、おそらくすぐに砕けてしまうためと考えられる。L5トロヤ群と、L4トロヤ群とは、サイズの大きい天体を同程度の数含むと推定されている。
2024年11月時点で、海王星のトロヤ群としては31つが既知であり、そのうち27つがL4、4つがL5にある。以下の表は、それを示したもので、国際天文学連合の小惑星センターが監理するList Of Neptune Trojansからの情報と、直径については、特記がない限り2008 LC18に関するSheppardとTrujilloの論文のデータに基づいている。2019年に初めて(385571) Otreraが命名され、トロヤ戦争においてトロヤ側に付いたアマゾンの女戦士から命名することが決定された。2020年現在、名称が付いているのはOtreraと(385695) Cleteの二つのみであり、さらに4つに小惑星番号が付けられている（(316179) 2010 EN65、(527604) 2007 VL305、(530664) 2011 SO277、(530930) 2011 WG157）。
| 仮符号              | ラグランジュ点 | 近日点 (AU) | 遠日点 (AU) | 軌道傾斜角 (°) | 絶対光度 | 直径 (km) | 発見年 | 出典   |
| ------------------- | -------------- | ----------- | ----------- | -------------- | -------- | --------- | ------ | ------ |
| 2001 QR322          | L4             | 29.428      | 31.349      | 1.3            | 8.2      | 〜140     | 2001   |        |
| (385571) Otrera     | L4             | 29.351      | 31.259      | 1.4            | 8.8      | 〜100     | 2004   |        |
| 2005 TN53           | L4             | 28.253      | 32.284      | 25.0           | 9.1      | 〜80      | 2005   | [ 2 ]  |
| (385695) Clete      | L4             | 28.733      | 31.824      | 5.2            | 8.5      | 〜100     | 2005   |        |
| 2006 RJ103          | L4             | 29.345      | 31.005      | 8.2            | 7.5      | 〜180     | 2006   |        |
| (527604) 2007 VL305 | L4             | 28.131      | 32.171      | 28.1           | 8.0      | 〜160     | 2007   |        |
| 2008 LC18           | L5             | 27.547      | 32.468      | 27.5           | 8.4      | 〜100     | 2008   | [ 9 ]  |
| 2004 KV18           | L5             | 24.566      | 35.657      | 13.6           | 8.9      | 56        | 2011   | [ 14 ] |
| 2011 HM102          | L5             | 27.691      | 32.409      | 29.4           | 8.1      | 90-180    | 2012   |        |

（追記）
2012 UV177  L4   
2012 UD185  L4   
2013 KY18   L5   
2013 RL124  L4   
2013 RC158  L4   
2013 TZ187  L4   
2013 TK227  L4   
2013 VX30   L4   
2014 QO441  L4   
2014 QP441  L4   
2014 RO74   L4   
2014 SC374  L4   
2014 UU240  L4   
2014 YB92   L4   
2015 RW277  L4   
2015 VV165  L4   
2015 VW165  L4   
2015 VX165  L4   
2015 VU207  L4   

(613100) 2005 TN74と(309239) 2007 RW10は、発見時点では海王星のトロヤ群であると考えられていたが、さらなる観測によってそうではないと考えられるようになった。現在では、2005 TN74は海王星と3:5の共鳴軌道、(309239) 2007 RW10は海王星の準衛星と考えられている。